# Ruggero Oddi
Ruggero Oddi (20. srpnja 1864. – 22. ožujka 1913.) bio je talijanski fiziolog i anatom iz Perugie. Studirao je medicinu u Perugia, Bologna i Firenci.
Godine 1894. postao je voditelj Instituta za fiziologiju na Sveučilištu u Genovi. Godine 1900. smijenjen je sa svoga položaja zbog zlouporabe narkotika i financijski nepravilnosti. Kasnije je radio u Belgijskom Kongu. Umro je u gradu Tunisu.
Dok je je bio student Oddi je opisao grupu malih kružnih i longitudinalnih mišićnih vlakana koji su omotani oko žučnih vodova i gušteračnih vodova. Te strukture su kasnije dobile eponim Oddijev sfinkter. Oddi nije prvi otkrio te mišiće, ali je prvi opisao njihova fiziološka svojstva (mišiće je prvi otkrio engleski liječnik Francis Glisson dva stoljeća prije).
Upala spoja dvanaesnika i glavnog žučovoda na mjestu Oddijevog sfinktera naziva se odditis.